# The Blinding EP
The Blinding EP är en EP av det engelska indierockbandet Babyshambles, utgiven  4 december 2006. Det är Babyshambles första skiva tillsammans med skivbolaget Parlophone.
Vecka efter att skivan nådde marknaden gick den upp till plats 2 på Itunes Top Albums.

## Låtlista
Alla texter skrivna av Pete Doherty, all musik av Babyshambles.
1. "The Blinding" - 3:02
2. "Love You but You're Green" - 4:37
3. "I Wish" - 2:50
4. "Beg, Steal or Borrow" - 3:09
5. "Sedative" - 4:07